# Giorgio Segato
Giorgio Segato (12 august 1944 - novembre 2011 ) este un critic italian de artă, specializat în sculptură, care și-a dedicat o parte a lucrările sale promovării unor valori artistice românești, așa cum ar fi Constantin Lucaci, Eugen Ciucă și Dan Istrate. 

## Opere publicate
- Borsetti & Fabre. Il Cristo del Mantegna e oltre -- Giorgio Segato împreună cu Valerio Dehò și Colombo Lanfranco, Morgana Edizioni, 2006
- Dan Istrate. Sculture -- Dan Istrate. Sculptură, Segato Giorgio, Atena, Editura Pietrasanta, 2005
- Riva (Iva Recchia). Cross and Box. - Giorgio Segato, Editore La Matita 2005
- Mijienco Bengez. Paesaggi del III Millennio. - Giorgio Segato, Editore Free Art. Grafica e quadri d'autore. 2002, Porcia (Pordenone)
- Pitti -Storia e geografia delle belle arti e delle arti decorative. Artisti . - Giorgio Segato, Crea Edizioni. 2002, Costa Volpino (Bergamo)
- Marcolino Gandini. Desaturare spazi - Giorgio Segato, Editore Galleria Scalarte, 2000, Verona
- PITTI Il Colori Dell'Aria - Giorgio Segato,  Editore Lumini Travagliato, Brescia, Italy,1997
- Antonio Stagnoli. I segni, le voci -- Giorgio Segato, Editura Grafo, 1996
- Trubbiani. “Fabbrica Mundi”. Sculture inedite - Giorgio Segato, Editore Arte. sante Moretto “Arte Contemporanea” 1996, Vicenza
- Cavalli. Disegni e sculture di Cesare Ronchi - Giorgo Segato, Edizioni d’Arte Ghelfi 1991, Verona
- Nag Arnoldi, disegno per la scultura - Giorgio Segato, Edizioni Ghelfi, 1991
- Ogata. Itinerari di impronte (1974-1990) -- Giorgio Segato împreună cu Santese Enzo și Iseki Maasaki, Editura Bora, 1990
- Yoshin Ogata, goccia d’acqua - Giorgio Segato, Edizioni Ezio Pagano Artecontmeporanea 1989, Bagheria (Palermo)
- Eugen Ciuca -- Eugen Ciucă, Giorgio Segato, Editura Fiore, 1988
- Venezia, Bisanzio, il mare e l'oro. Dipinti e disegni di Galeazzo Viganò -- Giorgio Segato împreună cu Glauco Pellegrini și Vittorio Sgarbi, Editura Fiore, 1988
- Annigoni al Santo -- Giorgio Segato, Editura EMP, 1985
- Annigoni al Santo. Edizzione multilingue -- Giorgio Segato, Editura EMP, 1985
- Augusto Murer. Le acqueforti -- Giorgio Segato împreună cu Anna M. Fiore și Carlo Munari